# Copa Ricard 2006
La Copa Ricard 2006 fue la tercera edición de la competencia internacional amistosa de la Ciudad de Punta del Este, disputada en el Estadio Domingo Burgueño Miguel, donde una de las tribunas del estadio fue cerrada por problemas de estructura. Se realizó entre los días 12 y 14 de enero de 2006.

## Participantes
El torneo tuvo la participación 4 participantes, que se enfrentaron a eliminación directa desde semifinales:
|          |         |       | Bandera de México |
| Nacional | Peñarol | Rocha | Dorados           |
| -------- | ------- | ----- | ----------------- |

## Resultados
|  | Semifinales | Semifinales |       |             | Final         | Final  |  |
|  |             |             |       |             |               |        |  |
|  |             |             |       |             |               |        |  |
|  | 12 de enero |             |       |             |               |        |  |
|  | Rocha       | 0           |       |             |               |        |  |
|  | Dorados     | 1           |       |             |               |        |  |
|  |             |             |       |             |               |        |  |
|  |             |             |       |             | 14 de enero   |        |  |
|  |             |             |       |             | Nacional (p.) | 0 (10) |  |
|  |             | Dorados     | 0 (9) |             |               |        |  |
|  |             |             |       |             |               |        |  |
|  |             |             |       |             |               |        |  |
|  |             |             |       |             | Tercer puesto |        |  |
|  | 12 de enero | 12 de enero |       | 14 de enero | 14 de enero   |        |  |
|  | Peñarol     | 0           |       | Rocha       | 1             |        |  |
|  | Nacional    | 1           |       |             | Peñarol       | 2      |  |

### Semifinales
| 12 de enero | Rocha | 0:1 (0:0) | Dorados   | Domingo Burgueño Miguel, Maldonado                        |                                                           |
|             |       | Reporte   | Abreu 75' | Asistencia: 15,000 espectadores Árbitro(s): Héctor Damián | Asistencia: 15,000 espectadores Árbitro(s): Héctor Damián |

| 12 de enero | Peñarol                | 0:1 (0:1) | Nacional    | Domingo Burgueño Miguel, Maldonado                       |                                                          |
|             | Cazulo 90' · Brown 90' | Reporte   | Vázquez 18' | Asistencia: 15,000 espectadores Árbitro(s): Héctor Ortiz | Asistencia: 15,000 espectadores Árbitro(s): Héctor Ortiz |

### Tercer puesto
| 14 de enero | Rocha            | 1:2 (0:1) | Peñarol                | Domingo Burgueño Miguel, Maldonado                       |                                                          |
|             | Mauro Aldave 74' | Reporte   | Alberto Acosta 6', 53' | Asistencia: 500 espectadores Árbitro(s): Fernando Pígola | Asistencia: 500 espectadores Árbitro(s): Fernando Pígola |

### Final
| 25         | POR        | Alexis Viera       |     |
|            | DEF        | Marcelo Mansilla   |     |
|            | DEF        | Mauricio Victorino |     |
| 17         | DEF        | Ignacio Pallas     |     |
| 4          | DEF        | Daniel Leites      |     |
| 7          | MED        | Pablo Caballero    |     |
| 24         | MED        | Agustín Viana      |     |
| 8          | MED        | Marco Vanzini      | 54' |
|            | DEL        | Anderson Silva     | 54' |
|            | DEL        | Luis Suárez        | 54' |
| 11         | DEL        | Andrés Márquez     |     |
| Entrenador | Entrenador | Martín Lasarte     |     |

|            | POR        | Gabriel Vanegas     |     |
| 4          | DEF        | Guadalupe Castañeda | 75' |
| 2          | DEF        | Héctor López        |     |
| 5          | DEF        | Andrés Orozco       |     |
| 16         | DEF        | Adrián Aldrete      | 46' |
| 8          | MED        | Pep Guardiola       |     |
| 6          | MED        | Marcos Mendoza      | 46' |
| 22         | MED        | Jaime Ruiz          |     |
| 19         | DEL        | Bernardo Sáenz      | 46' |
| 10         | DEL        | Ángel Morales       |     |
| 13         | DEL        | Sebastián Abreu     |     |
| Entrenador | Entrenador | Juanma Lillo        |     |

|  | MED | Christian Paz | 54' |
|  | DEL | Juan Albín    | 54' |
|  | DEL | Olle Olle     | 54' |

| 58 | DEF | David Mendoza    | 46' |
|    | DEL | Christian Patiño | 46' |
|    | MED | Carlos Hurtado   | 76' |
|    | DEF | Flavio Rogerio   | 76' |

|  | 1-1  | Juan Albín         |
|  | 2-2  | Mauricio Victorino |
|  | 3-2  | Marcelo Mansilla   |
|  | 3-3  | Christian Paz      |
|  | 4-4  | Andrés Márquez     |
|  | 5-5  | Ignacio Pallas     |
|  | 5-5  | Olle Olle          |
|  | 5-5  | Agustín Viana      |
|  | 6-6  | Daniel Leites      |
|  | 7-7  | Pablo Caballero    |
|  | 8-8  | Alexis Viera       |
|  | 9-9  | Juan Albín         |
|  | 10-9 | Mauricio Victorino |

|  | 0-1 | Pep Guardiola    |
|  | 1-2 | Christian Patiño |
|  | 2-2 | Ángel Morales    |
|  | 3-3 | David Mendoza    |
|  | 3-4 | Sebastián Abreu  |
|  | 4-5 | Andrés Orozco    |
|  | 5-5 | Héctor López     |
|  | 5-5 | Carlos Hurtado   |
|  | 5-6 | Jaime Ruiz       |
|  | 6-7 | Flavio Rogerio   |
|  | 7-8 | Gabriel Vanegas  |
|  | 8-9 | Pep Guardiola    |
|  | 9-9 | Christian Patiño |

| Amonestado | 45' | Sebastián Abreu |

| Árbitro | Carlos Otaiza |

| 25         | POR        | Alexis Viera       |     |
|            | DEF        | Marcelo Mansilla   |     |
|            | DEF        | Mauricio Victorino |     |
| 17         | DEF        | Ignacio Pallas     |     |
| 4          | DEF        | Daniel Leites      |     |
| 7          | MED        | Pablo Caballero    |     |
| 24         | MED        | Agustín Viana      |     |
| 8          | MED        | Marco Vanzini      | 54' |
|            | DEL        | Anderson Silva     | 54' |
|            | DEL        | Luis Suárez        | 54' |
| 11         | DEL        | Andrés Márquez     |     |
| Entrenador | Entrenador | Martín Lasarte     |     |

|            | POR        | Gabriel Vanegas     |     |
| 4          | DEF        | Guadalupe Castañeda | 75' |
| 2          | DEF        | Héctor López        |     |
| 5          | DEF        | Andrés Orozco       |     |
| 16         | DEF        | Adrián Aldrete      | 46' |
| 8          | MED        | Pep Guardiola       |     |
| 6          | MED        | Marcos Mendoza      | 46' |
| 22         | MED        | Jaime Ruiz          |     |
| 19         | DEL        | Bernardo Sáenz      | 46' |
| 10         | DEL        | Ángel Morales       |     |
| 13         | DEL        | Sebastián Abreu     |     |
| Entrenador | Entrenador | Juanma Lillo        |     |

|  | MED | Christian Paz | 54' |
|  | DEL | Juan Albín    | 54' |
|  | DEL | Olle Olle     | 54' |

| 58 | DEF | David Mendoza    | 46' |
|    | DEL | Christian Patiño | 46' |
|    | MED | Carlos Hurtado   | 76' |
|    | DEF | Flavio Rogerio   | 76' |

|  | 1-1  | Juan Albín         |
|  | 2-2  | Mauricio Victorino |
|  | 3-2  | Marcelo Mansilla   |
|  | 3-3  | Christian Paz      |
|  | 4-4  | Andrés Márquez     |
|  | 5-5  | Ignacio Pallas     |
|  | 5-5  | Olle Olle          |
|  | 5-5  | Agustín Viana      |
|  | 6-6  | Daniel Leites      |
|  | 7-7  | Pablo Caballero    |
|  | 8-8  | Alexis Viera       |
|  | 9-9  | Juan Albín         |
|  | 10-9 | Mauricio Victorino |

|  | 0-1 | Pep Guardiola    |
|  | 1-2 | Christian Patiño |
|  | 2-2 | Ángel Morales    |
|  | 3-3 | David Mendoza    |
|  | 3-4 | Sebastián Abreu  |
|  | 4-5 | Andrés Orozco    |
|  | 5-5 | Héctor López     |
|  | 5-5 | Carlos Hurtado   |
|  | 5-6 | Jaime Ruiz       |
|  | 6-7 | Flavio Rogerio   |
|  | 7-8 | Gabriel Vanegas  |
|  | 8-9 | Pep Guardiola    |
|  | 9-9 | Christian Patiño |

| Amonestado | 45' | Sebastián Abreu |

| Árbitro | Carlos Otaiza |

| Uruguay          |
| Campeón Nacional |